# Luce (Schiff, 1943)
Die USS Luce (DD-522) war ein zur Fletcher-Klasse gehörender Zerstörer der US-Marine. Sie nahm zwischen 1943 und 1945 am Zweiten Weltkrieg teil. Am 4. Mai 1945 wurde sie durch einen Kamikaze-Angriff versenkt.

## Namensgeber
Stephen Luce (1827–1917) war Rear Admiral der United States Navy. Er war Gründer des Naval War College und von 1884 bis 1886 dessen erster Präsident.

## Technik

### Rumpf und Antrieb
Der Rumpf der USS Luce war 114,7 m lang und 12,2 m breit. Der Tiefgang betrug 5,4 m, die Verdrängung 2.100 Imperiale Tonnen. Der Antrieb des Schiffs erfolgte durch zwei Dampfturbinen von General Electric, der Dampf wurde in vier Kesseln von Babcock & Wilcox erzeugt. Die Leistung betrug 60.000 hp (45 MW), die Höchstgeschwindigkeit lag bei 35 Knoten.

### Bewaffnung und Elektronik
Hauptbewaffnung des Zerstörers waren fünf 5"-L/38-Mk.30-Einzeltürme und zwei Torpedorohrsätze mit jeweils fünf 21"-Torpedos. Dazu kamen sechs 40-mm-Bofors- und zehn 20-mm-Oerlikon-Flugabwehrgeschütze. Bereits im September 1943 wurden die 20-mm-Geschütze im Bereich der Brücke durch 40-mm-Geschütze ersetzt, so dass die USS Luce über fünf 40-mm-Zwillingsgeschütze und sieben 20-mm-Geschütze auf Einzellafette verfügte. Zur Bekämpfung von U-Booten war das Schiff am Heck mit zwei Ablaufschienen für 600-lb.-Wasserbomben und mit jeweils drei K-Gun-Wasserbombenwerfer für 300-lb.-Wasserbomben an Steuer- und Backbordseite ausgerüstet.
Die USS Luce war mit Radar ausgerüstet. Am Mast über der Brücke waren ein SG- und ein SC-Radar montiert, mit denen Flugzeuge auf Entfernungen zwischen 15 und 30 Seemeilen und Schiffe in Entfernungen zwischen 10 und 22 Seemeilen geortet werden konnten. Zur Unterwasserortung war ein QC-Sonar eingebaut.

## Geschichte
Die USS Luce wurde am 24. August 1942 bei Bethlehem Steel Corporation auf Staten Island auf Kiel gelegt. Am 6. März 1943 wurde sie von der Ehefrau des Enkels des Namensgebers getauft und am 21. Juni 1943 unter dem Kommando von Commander D. C. Varian in Dienst gestellt. Die USS Luce gehörte zur Destroyer Division (DesDiv) 98 des Destroyer Squadron (DesRon) 49.

### 1943
Die Luce verließ am 5. September 1943 New York und lief durch den Panamakanal mit Stopps auf Trinidad und in San Diego nach Bremerton. Am 1. November nahm sie Kurs auf Pearl Harbor, diente dort als Plane Guard für den Flugzeugträger Enterprise und nahm an Schießübungen teil. Am 24. November lief sie nach Adak und operierte von dort aus gegen Attu.

### 1944
In der Nacht vom 3. auf den 4. Februar 1944 beschoss die USS Luce als Teil der Task Force (TF) 94 Paramuschir in den nördlichen Kurilen und versenkte ein japanisches Frachtschiff. Am 13. Juni beschoss die TF 94 Matsuwa in den zentralen Kurilen und am 26. Juni erneut Paramishir. Am 8. August nahm die USS Luce Kurs auf San Francisco und fuhr von dort nach Pearl Harbor, wo sie am 31. August 1944 einlief.
Sie wurde TF 79 zugeteilt, die von Manus aus operierte. Während der Schlacht um Leyte vom 20. bis 23. Oktober bezog sie Position vor den Landungsabschnitten und diente zum Schutz der Gebiete vor Luftangriffen. Zwischen dem 1. November und 12. Dezember war sie zu U-Jagd- und Geleitdiensten zwischen Manus und Neuguinea eingesetzt. Anschließend unterstützte sie bis zum 27. Dezember 1944 die Landungen im Huongolf. Am 27. Dezember eskortierte sie Truppentransporter für die Operation Musketeer: Mike I, der Schlacht um Luzon.

### 1945
Der Verband erreichte das Zielgebiet am 9. Januar 1945. Die USS Luce schützte die Truppentransporter und LST während der Landung im Golf von Lingayen. Am 11. Januar gelang der Abschuss eines japanischen Flugzeugs. Zusammen mit 40 weiteren Schiffen kämpfte sie sich anschließend in die San Pedro Bay, wo sie am 16. Januar ankam. Bis zum 25. Januar patrouillierte sie in diesem Seeraum und beteiligte sich danach an der Landung bei San Antonio. Am 30. Januar nahm sie Kurs auf Mindoro und war vom 2. Februar bis 24. März im Geleitdienst zwischen der Subic-Bucht und San Pedro Bay eingesetzt.
Am 24. März verließ sie Leyte und eskortierte die TF 51 nach Kelse Shima, die zur Unterstützung der Landungen auf Okinawa beschossen wurde. Die USS Luce wurde am 1. April aus der TF 51 herausgelöst und als Radarvorposten vor den Kerama-Inseln eingesetzt. Am 4. Mai um 7:40 Uhr konnten zwei japanische Flugzeuge den amerikanischen Jagdschutz durchbrechen und stürzten sich auf den Zerstörer. Die USS Luce konnte den ersten Angreifer abschießen, jedoch traf das abstürzende Flugzeug den Zerstörer auf Höhe des vorderen Schornsteins, wodurch die elektrische Versorgung ausfiel. Die Geschütze konnten nicht mehr schnell genug gerichtet werden, um auch den zweiten Angreifer zu bekämpfen. Die Maschine schlug von Backbord kommend auf Höhe des hinteren Maschinenraums ein, wodurch es zum Ausfall der Backbordmaschine, zu Wassereinbrüchen und zum Versagen des Ruders kam. Um 8:14 Uhr hatte die USS Luce bereits starke Schlagseite nach Steuerbord und begann über das Heck zu sinken. Der Kommandant gab den Befehl zum Verlassen des Schiffes. 149 Mann verloren ihr Leben.

## Auszeichnungen
Die USS Luce wurde mit fünf Battle Stars ausgezeichnet.